# Chandragiri, Kushtagi
Chandragiri là một làng thuộc tehsil Kushtagi, huyện Koppal, bang Karnataka, Ấn Độ.